# Seymour Cray Computer Engineering Award
Der Seymour Cray Computer Engineering Award (auch Seymour Cray Award) ist ein seit 1999 vergebener Preis für Leistungen auf dem Gebiet der Hochleistungsrechner der IEEE Computer Society. Er ist nach Seymour Cray benannt. Der Preis ist mit einem Pokal mit einem Kristallmodell des Cray Computers und 10.000 Dollar verbunden.

## Preisträger
- 1999 John Cocke
- 2000 Glen Culler
- 2001 John L. Hennessy
- 2002 Monty Denneau
- 2003 Burton J. Smith
- 2004 William J. Dally
- 2005 Steven L. Scott (für Cray T3E, Cray X1, Cray Black Widow)
- 2006 Tadashi Watanabe (Hauptkonstrukteur der NEC SX Architektur und des Earth Simulator)
- 2007 Ken Batcher (Staran und Goodyear MPP Computer)
- 2008 Steve Wallach (Convex Minicomputer)
- 2009 Kenichi Miura
- 2010 Alan Gara
- 2011 Charles L. Seitz
- 2012 Peter Kogge
- 2013 Marc Snir
- 2014 Gordon Bell
- 2015 Mateo Valero
- 2016 William Camp
- 2018 David E. Shaw
- 2019 David B. Kirk
- 2022 Satoshi Matsuoka
- 2024 Norman P. Jouppi